# غميس الحمام
غَمِيسُ الْحَمَام موقع تاريخي، على طريق المدينة المنورة بدر، يقع عند مفرق الفريش.

## ما ذكره المؤرخون
- قال البکري الاندلسي:

غميس الحمام: (على مثال لفظه، مضاف إلى الحمام، الطّير المعروف): موضع بين ملل وصخيرات اليمام. وعليه سلك رسول اللّه ﷺ في طريقه إلى بدر. وغميس الحمام: من مريين. هكذا قال ابن إسحاق: مريان، (بفتح الميم والراء). ورواه قوم: مريين، (بإسكان الراء) وروى غير واحد أن نضلة بن عمرو الغفارىّ لقى رسول اللّه ﷺ بمريين ومعه شوائل، فحلب له من ألبانها، فشرب. وروى الخطّابىّ أن نضلة لقى رسول اللّه ﷺ بمريّين، فهجم عليه شوائل له. هكذا رواه: بمرّيين، بالتشديد، وفسّره فقال: يريد بناقتين غزيرتين. وهجم: أي حلب. وهذا وهم، واللّه أعلم. كيف يقول بناقتين غزيرتين، ثم يقول: فهجم عليه شوائل له، وهي التي ارتفعت ألبانها. وإنّما هو بمريين، (بفتح الراء، وتخفيف الياء) ،وهو اسم للموضع المذكور.
- قال یاقوت الحموی:

غمِيس، (بفتح أوله، وكسر ثانيه)، قال ابن إسحاق في غزاه بدر: مرّ النبيّ، ﷺ، على تربان ثم على ملل ثم على غميس الحمام، كذا ضبطه، قال الأعشى:
- قال عبد المومن البغدادی:

غميس، (بفتح أوله، وكسر ثانيه): في طريق بدر من المدينة بعد ملل، وهو واد يقال له: غميس، الحمام.
- قال الحازمي الهمداني:

غميس الحمايم وصخيرات اليمامه، وغميس الحمايم، وملل، وفرش وصخيرات اليمامه هذه كلها منازل نزلها رسول الله ﷺ حين سار إلى بدر.
- قال البلادی الحربی:

غميس الحمام (بفتح الغين المعجمة): جاء في النّصّ الّذي أوردناه في «تربان» وهو وادٍ من أودية المدينة ما زال بهذا الاسم، يأخذ من التّلال الواقعة غرب بلدة الفريش، ثمّ يتّجه شرقًا بشمال، حتّى يجتمع بوادي الفريش في «مريين»، في رأسه آثار محطّة «السّيّالة» وعلى ضفّته اليمنى صخيرات اليمام.